# Liste der Baudenkmale in Lanz (Prignitz)
In der Liste der Baudenkmale in Lanz sind alle Baudenkmale der brandenburgischen Gemeinde Lanz und ihrer bewohnten Gemeindeteile aufgelistet. Grundlage ist die Veröffentlichung der Landesdenkmalliste mit dem Stand vom 31. Dezember 2020.

## Baudenkmale
In den Spalten befinden sich folgende Informationen:
- ID-Nr.: Die Nummer wird vom Brandenburgischen Landesamt für Denkmalpflege vergeben. Ein Link hinter der Nummer führt zum Eintrag über das Denkmal in der Denkmaldatenbank. In dieser Spalte kann sich zusätzlich das Wort Wikidata befinden, der entsprechende Link führt zu Angaben zu diesem Denkmal bei Wikidata.
- Lage: die Adresse des Denkmales und die geographischen Koordinaten. Link zu einem Kartenansichtstool, um Koordinaten zu setzen. In der Kartenansicht sind Denkmale ohne Koordinaten mit einem roten beziehungsweise orangen Marker dargestellt und können in der Karte gesetzt werden. Denkmale ohne Bild sind mit einem blauen bzw. roten Marker gekennzeichnet, Denkmale mit Bild mit einem grünen beziehungsweise orangen Marker.
- Bezeichnung: Bezeichnung in den offiziellen Listen des Brandenburgischen Landesamtes für Denkmalpflege. Ein Link hinter der Bezeichnung führt zum Wikipedia-Artikel über das Denkmal.
- Beschreibung: die Beschreibung des Denkmales
- Bild: ein Bild des Denkmales und gegebenenfalls einen Link zu weiteren Fotos des Baudenkmals im Medienarchiv Wikimedia Commons

### Babekuhl
| ID-Nr.                           | Lage   | Bezeichnung                                                      | Beschreibung | Bild                                                             |
| -------------------------------- | ------ | ---------------------------------------------------------------- | --- | ---------------------------------------------------------------- |
| 09160880                         | (Lage) | Zwei Eisenbahnbrücken der ehemaligen Wittenberge-Lüneburger Bahn | Die Brücken der ehemaligen Wittenberge-Lüneburger Bahn führen zwischen Babekuhl und Lanz über die Löcknitz und einen Nebenarm. Nach 1945 wurde die Strecke als Reparationsleistung an die Sowjetunion demontiert, die Brücken blieben erhalten. Auf dem Bahndamm ist heute ein Feldweg. | Zwei Eisenbahnbrücken der ehemaligen Wittenberge-Lüneburger Bahn |
| 09161876 Teilobjekt zu: 09160880 | (Lage) | Eisenbahnbrücke                                                  | | BW                                                               |

### Ferbitz
| ID-Nr.                           | Lage             | Bezeichnung                        | Beschreibung | Bild               |
| -------------------------------- | ---------------- | ---------------------------------- | --- | ------------------ |
| 09160851 Wikidata                | Dorfplatz (Lage) | Dorfkirche Ferbitz mit Einfriedung | Die Kirche wurde 1906 erbaut. Es ist ein Saalbau aus Backstein mit Chor und Turm. Im Inneren befindet sich ein Altaraufsatz aus dem Jahr 1657 mit Gemälden von Abendmahl und Kreuzigung. Die Kanzel ist aus dem gleichen Jahr. An der Empore befinden sich Gemlde der zwölf Apostel. | weitere Bilder     |
| 09161831 Teilobjekt zu: 09160851 | ()               | Einfriedung                        | | ein Bild hochladen |

### Gadow
| ID-Nr.                            | Lage                 | Bezeichnung                                                                        | Beschreibung | Bild                                                                               |
| --------------------------------- | -------------------- | ---------------------------------------------------------------------------------- | --- | ---------------------------------------------------------------------------------- |
| 09160235                          | Lindenallee 1 (Lage) | Gutsanlage, bestehend aus Herrenhaus, Mausoleum, Eiskeller, Forsthaus und Gutspark | Das ehemalige Schloss ist im Kern ein barocker Bau. Nach dem Zweiten Weltkrieg wurde der Bau stark verändert. Das Haus ist heute ein Ferienheim. Der Landschaftspark stammt aus dem Anfang des 19. Jahrhunderts. Im Park befindet sich das Erbbegräbnis von Moellendorf. | Gutsanlage, bestehend aus Herrenhaus, Mausoleum, Eiskeller, Forsthaus und Gutspark |
| 09161481 Teilobjekt zu: 53.079847 | Lindenallee 1 ()     | Herrenhaus                                                                         | Herrenhaus in Schloss Gadow | Herrenhaus                                                                         |
| 09161482 Teilobjekt zu: 53.079847 | Lindenallee 1 ()     | Gutspark                                                                           | | ein Bild hochladen                                                                 |
| 09161483 Teilobjekt zu: 53.079847 | Lindenstraße 1 ()    | Eiskeller                                                                          | | Eiskeller                                                                          |
| 09161484 Teilobjekt zu: 09160235  | Lindenallee 1 (Lage) | Mausoleum                                                                          | Mausoleum im Schlosspark Gadow, 1816 für den verstorbenen königlich-preußischen Generalfeldmarschall Wichard Joachim Heinrich von Moellendorff (1724–1816). Es zählt heute kunsthistorisch zu einer der bedeutendsten Bauten seiner klassizistischen Stilepoche.         | Mausoleum                                                                          |
| 09161485 Teilobjekt zu: 53.079847 | Lindenallee 1 ()     | Forsthaus                                                                          | | ein Bild hochladen                                                                 |

### Jagel
| ID-Nr.   | Lage        | Bezeichnung                                    | Beschreibung | Bild                                           |
| -------- | ----------- | ---------------------------------------------- | ------------ | ---------------------------------------------- |
| 09161095 | Am Dorfe () | Familienbegräbnis Jaap, auf dem Friedhof Jagel |              | Familienbegräbnis Jaap, auf dem Friedhof Jagel |

### Lanz
| ID-Nr.                           | Lage             | Bezeichnung                                  | Beschreibung | Bild                                         |
| -------------------------------- | ---------------- | -------------------------------------------- | --- | -------------------------------------------- |
| 09160233                         | (Lage)           | Gedenkstein für Friedrich Ludwig Jahn        | Friedrich Ludwig Jahn war der Initiator der deutschen Turnbewegung, er wurde in Lanz geboren. Das Denkmal erinnert an ihn.                                                                  | Gedenkstein für Friedrich Ludwig Jahn        |
| 09160232 Wikidata                | Am Ring (Lage)   | Dorfkirche                                   | Die evangelische Kirche ist ein Bau aus Feldstein und wurde von 1425 bis 1440 erbaut. Im Jahre 1701 wurde die Kirche erneuert. Der Kanzelaltar im Inneren stammt ebenfalls aus diesem Jahr. | weitere Bilder                               |
| 09161480 Teilobjekt zu: 09160232 | Am Ring (Lage)   | Taufengel                                    | | BW                                           |
| 09160812                         | Am Ring 3 (Lage) | Gemeindehaus (ehemaliges Wirtschaftsgebäude) | | Gemeindehaus (ehemaliges Wirtschaftsgebäude) |

### Wustrow
| ID-Nr.                           | Lage               | Bezeichnung                                      | Beschreibung | Bild                                             |
| -------------------------------- | ------------------ | ------------------------------------------------ | --- | ------------------------------------------------ |
| 09160009 Wikidata                | Wiesenweg (Lage)   | Dorfkirche                                       | Die evangelische Kirche wurde 1789 erbaut. Es ist ein Fachwerkbau mit einem Dachturm mit geschwungener Haube. Die Leichenhalle wurde 1950 an der Ostseite der Kirche hinzugefügt. Am Südvorbau befinden sich zwei Grabsteine aus dem 18. Jahrhundert. Im Inneren ein barocker Kanzelaltar mit geschnitzten Schalldeckel Die West und Südempore wurde Anfang des 20. Jahrhunderts eingebaut. | weitere Bilder                                   |
| 09160110                         | Wiesenweg 1 (Lage) | Pfarrhaus mit Wirtschaftsgebäude und Einfriedung | Das ehemalige Pfarrhaus wurde in der Mitte des 19. Jahrhunderts im Stil der Neugotik erbaut. Die mittlere Achse von fünf Achsen bildet ein Mittelrisalit mit einem Stufengiebel. Vor dem Risalit befindet sich eine kurze Freitreppe, das Dach ist ein Satteldach. | Pfarrhaus mit Wirtschaftsgebäude und Einfriedung |
| 09161177 Teilobjekt zu: 09160010 | Wiesenweg 1 (Lage) | Wirtschaftsgebäude                               | | BW                                               |
| 09160108                         | Wiesenweg 3 (Lage) | Dorfschule mit Wirtschaftsgebäude                | | Dorfschule mit Wirtschaftsgebäude                |
| 09161176 Teilobjekt zu: 09160108 | Wiesenweg 3 (Lage) | Wirtschaftsgebäude                               | | BW                                               |

## Ehemalige Baudenkmale
| ID-Nr. | Lage    | Bezeichnung                                                                  | Beschreibung                                         | Bild               |
| ------ | ------- | ---------------------------------------------------------------------------- | ---------------------------------------------------- | ------------------ |
|        | ()      | Postmeilenstein, an den Hopfengärten                                         |                                                      | ein Bild hochladen |
|        | Lanz () | Gedenkstein zur Erinnerung an die Bildung des vollgenossenschaftlichen Dorfs | Der Gedenkstein wurde aus der Denkmalliste entfernt. | ein Bild hochladen |